# Мостарда
Мостарда (італ. Mostarda di frutta, часом лише «mostarda») — це північно-італійський додаток до їжі (гастрономічний соус), що виготовляється із фруктів, сиропу та гірчиці. Зазвичай для гірчичного аромату використовується ефірна олія гірчиці, яка надає мостарді прозорості, на відміну від сухого порошку гірчиці. Проте, часто у домашній кухні може бути використаний порошок гірчиці, нагрітий з білим вином.
Традиційно мостарду подають до вареного м'яса, зокрема типової для північної Італії страви Bollito Misto, а також локальних традиційних сирів (Ґрана Падано, Пармезан).